# كأس العراق 1975–76
فاز بهذه النسخة من بطولة لكأس العراق نادي الزوراء بعد فوزه على نادي البلديات في المباراة النهائية بنتيجة (5-0).